# Liste der Baudenkmäler in Buchhofen
Auf dieser Seite sind die Baudenkmäler in der niederbayerischen Gemeinde Buchhofen zusammengestellt. Diese Tabelle ist eine Teilliste der Liste der Baudenkmäler in Bayern. Grundlage ist die Bayerische Denkmalliste, die auf Basis des Bayerischen Denkmalschutzgesetzes vom 1. Oktober 1973 erstmals erstellt wurde und seither durch das Bayerische Landesamt für Denkmalpflege geführt wird. Die folgenden Angaben ersetzen nicht die rechtsverbindliche Auskunft der Denkmalschutzbehörde.

## Baudenkmäler nach Ortsteilen

### Buchhofen
| Lage                      | Objekt                                   | Beschreibung | Akten-Nr.             | Bild           |
| ------------------------- | ---------------------------------------- | --- | --------------------- | -------------- |
| Hauptstraße 13 (Standort) | Katholische Pfarrkirche Sankt Laurentius | neubarocker Saalbau mit leicht ausschwingenden Querarmen, eingezogenem Chor und Zwiebel-Südturm, 1908; mit Ausstattung | D-2-71-118-1 Wikidata | weitere Bilder |
| Hauptstraße 28 (Standort) | Wegkapelle                               | kleiner Satteldachbau mit Blendgiebel, Mitte 19. Jahrhundert; am nördlichen Ortsrand                                   | D-2-71-118-3 Wikidata | BW             |
| Hauptstraße 37 (Standort) | Ehemals Bauernhaus                       | zweigeschossiger Blockbau mit Flachsatteldach und zweiseitig umlaufendem Schrot, Ende 18. Jahrhundert                  | D-2-71-118-2 Wikidata | BW             |

### Manndorf
| Lage                   | Objekt        | Beschreibung                                                                       | Akten-Nr.             | Bild |
| ---------------------- | ------------- | ---------------------------------------------------------------------------------- | --------------------- | ---- |
| In Manndorf (Standort) | Kapelle       | kleiner Satteldachbau mit Lisenengliederung, noch 18. Jahrhundert; mit Ausstattung | D-2-71-118-4 Wikidata | BW   |
| In Manndorf (Standort) | Feuerwehrhaus | kleiner Satteldachbau mit sakralartigem Glockenturm, Mitte 19. Jahrhundert         | D-2-71-118-5 Wikidata | BW   |

### Ottmaring
| Lage                      | Objekt                                                | Beschreibung | Akten-Nr.              | Bild                              |
| ------------------------- | ----------------------------------------------------- | --- | ---------------------- | --------------------------------- |
| Hauptstraße 2 (Standort)  | Schloss Ottmaring                                     | Ehemaliges Schloss, dreigeschossiger Renaissance-Zeltdachbau mit viereckigem und rundem Eckturm, 1582 | D-2-71-118-7 Wikidata  | weitere Bilder                    |
| Hauptstraße 6 (Standort)  | Katholische Expositurkirche Sankt Johannes der Täufer | barocker Saalraum mit eingezogenem spätgotischem Chor, 17./18. Jahrhundert über mittelalterlichem Kern, 1900 verlängert; mit Ausstattung                                                                               | D-2-71-118-6 Wikidata  | weitere Bilder                    |
| Hauptstraße 9 (Standort)  | Taubenhaus                                            | hölzernes neubarockes Miniaturhaus mit blechernem Mansardwalmdach, bezeichnet 1909 | D-2-71-118-10 Wikidata | BW                                |
| Hauptstraße 19 (Standort) | Wohnstallhaus eines Dreiseithofes                     | zweigeschossiger historisierender Walmdachbau mit Putzgliederung, zweites Viertel 19. Jahrhundert; Hofmauer, wohl gleichzeitig; Taubenhaus, hölzernes Miniaturhaus mit blechernem Mansardwalmdach, 19./20. Jahrhundert | D-2-71-118-8 Wikidata  | Wohnstallhaus eines Dreiseithofes |

### Putting
| Lage                 | Objekt              | Beschreibung | Akten-Nr.             | Bild |
| -------------------- | ------------------- | --- | --------------------- | ---- |
| Putting 3 (Standort) | Kapelle St. Ägidius | kleiner barocker Saalbau mit halbrunder Chornische, 1760, wohl älterer Kern, Dachreiter bezeichnet 1846; mit Ausstattung | D-2-71-118-9 Wikidata | BW   |